# Hitnüs
Els hitnüs, jitnus o macahuans és un poble indígena, que habita en el bosc de galeria de la canella Acolorida i altres llocs de la conca del riu Ele i el marge esquerre de la canella Cuiloto, en els municipis d'Arauca, i Puerto Rondón, així com a Arauquita i Fortul, departament d'Arauca, Colòmbia. Parlen el hitnü, una llengua de la família guahíbo, relacionada amb la dels Hítanü o "Iguanitos".
L'estat reconeix propietat col·lectiva dels Hitnü als resguards indígenes de "Cusay - La Colorada" (1.261 Ha.), "La Esperanza" (151 Ha.), "Cuiloto" (77 Ha.), "La Vorágine - La Ilusión" (844 Ha.) i "San José de Lipa - Caño Colorado" (3.768 Ha.), que són només una fracció minoritària dels quals va ser la seva territori tradicional, reduït i desarticulat per la colonització i l'explotació petroliera. Durant el segle XXI la majoria dels hintü parlants de la llengua està en els resguards de San José de Lipa i La Vorágine.
Són seminòmadas. Les seves cases tenen sostre de dues aigües cobert amb palla de palma amarrada amb bejucos, sense parets. Les seves activitats principals són la caça i la agricultura itinerant. Cacen dantas, chácharos, chacures o pecarís i borugos. Obren camps de cultiu el mètode de tomba i crema i produeixen plàtan, blat de moro, iuca, moniato, nyam, tabac, cotó i canya de sucre. A més pesquen i recol·lecten fruits silvestres i tortugues.
Se subdivideixen en meitats chupir bone (petits) i tsana bone (inflats). Creuen en un creador a qui anomenen Nakuanu tsetseri. L'al·lucinogen yopo és consumit ritualment i la beguda fermentada o chicha de plàtan, majule, exerceix un paper en la vida social.
L'any 2010 la Cort Constitucional de Colòmbia va expedir l'Acte 382 mitjançant el qual commina a les entitats del nivell central i departamental a prestar una especial atenció a aquest poble, perquè es troba en risc d'extermini cultural i físic degut a les conseqüències del conflicte armat intern. Diversos dels seus líders han estat assassinats i diversos dels seus membres han mort víctimes de les mines antipersones que estan sembrades en els seus territoris.